# Белльстаон
Белльстаон  (швед. Bällstaån) — річка у центральній Швеції, протікає по території комун Єрфелла, Стокгольм і Сундбіберг. Впадає у затоку Белльставікен (швед. Bällstaviken) озера Ульвсундашен (швед. Ulvsundasjön) в межах міста Стокгольм, належить до басейну річки Норрстрем. Довжина річки становить 10,5 км,  площа басейну  — 36 км², з яких 15 км² — на території комуни Стокгольм, середня річна витрата води становить 0,25 м³/с. 
В межах району Спонга (швед. Spånga) на північному заході Стокгольму протікає у тунелі довжиною 1,4 км. Річка визнана найзабрудненішою з усіх річок Стокгольму. В ній підвищений рівень вмісту фосфору, азоту, свинцю, міді, цинку і нафтопродуктів, час від часу — значне бактеріальне забруднення. 
Басейн річки розташований в межах комун Єрфелла, Стокгольм і Сундбіберг. Більша частина площі басейну забудована, причому більше половини всіх будівель складають будинки на одну родину. Безпосередньо біля річки розташовані деякі промислові об'єкти. 

## Галерея

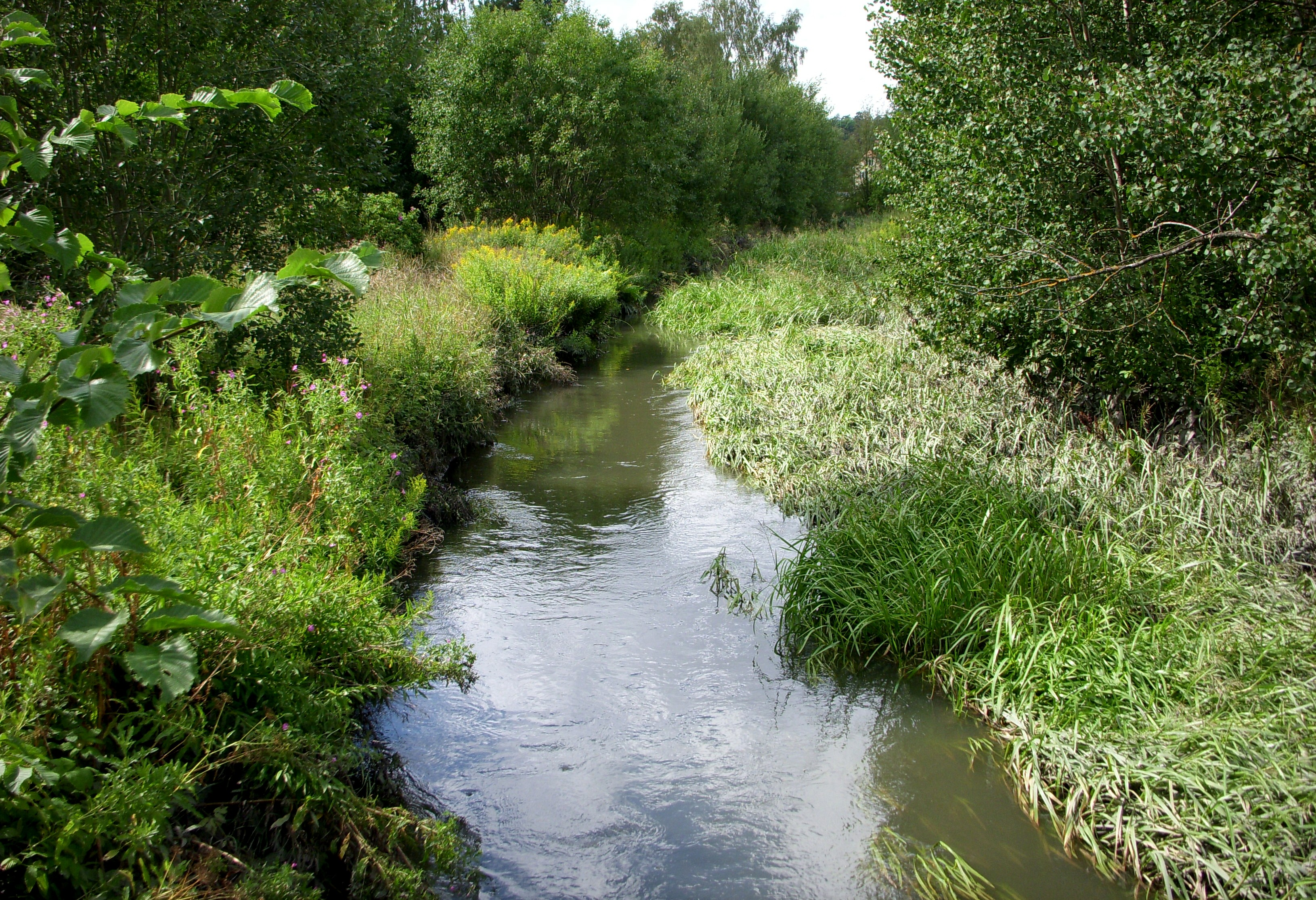
Белльстаон в межах району Белльста.
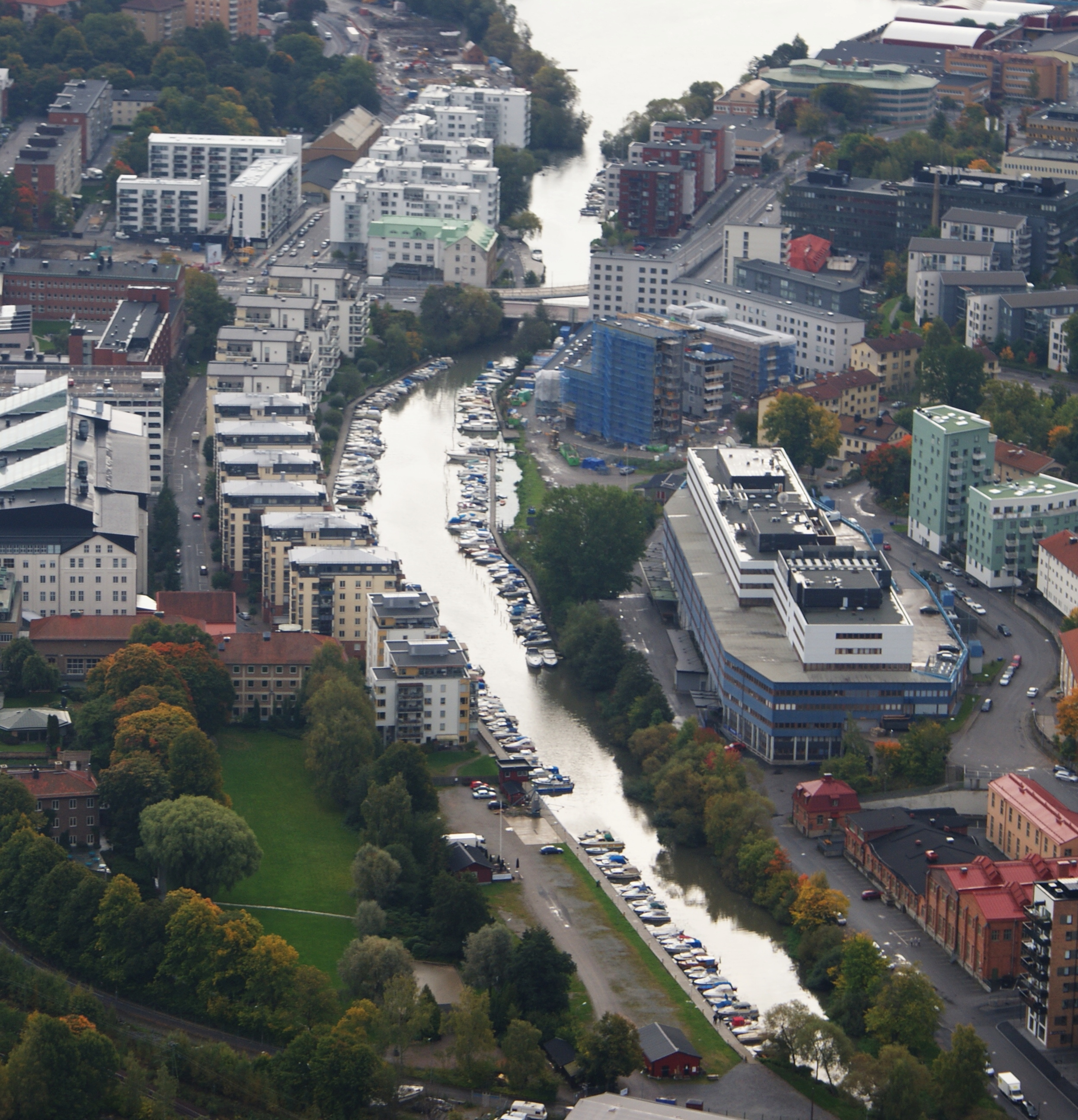
Гирло річки Белльстаон.